# Ash Green (Warwickshire)
Ash Green – wieś w Anglii, w hrabstwie Warwickshire, w dystrykcie Nuneaton and Bedworth. Leży 21 km na północ od miasta Warwick i 142 km na północny zachód od Londynu.